# Межигірське
Межігірське — лісовий заказник місцевого значення в Україні. Розташований в Голосіївському районі міста Києва. Площа - 5 га.

## Історія
Заказник був створений спільним рішенням виконкомів міської і обласної Рад народних депутатів № 522/173 від 10.04.1978.. Розташований на території кв. 2, 46 Межигірського лісництва.